# Ruggero Melgrati
Ruggero Melgrati (ur. 5 września 1961 w Monzy) – włoski kierowca wyścigowy.

## Kariera
Melgrati rozpoczął karierę w międzynarodowych wyścigach samochodowych w 1982 roku od startów we Włoskiej Formule 3 oraz Europejskiej Formule 3. Jedynie w edycji włoskiej zdobywał punkty. Z dorobkiem siedmiu punktów uplasował się tam na dziesiątej pozycji w klasyfikacji generalnej. W późniejszych latach pojawiał się także w stawce Grand Prix Makau, World Sports-Prototype Championship, IMSA Camel Lights, Formuły 3000, IMSA Camel GTP Championship, IMSA World Sports Car Championship oraz FIA GT Championship.
W Formule 3000 Włoch został zgłoszony do wyścigu na torze Dijon-Prenois w sezonie 1988 z włoską ekipą Pavesi Racing. Jednak nie zakwalifikował się do wyścigu.